# بهنام صبوحی
بهنام صبوحی (زادهٔ ۱۴ شهریور ۱۳۴۸) موسیقی‌دان، آهنگساز و شاعر اهل ایران است.

## زندگی‌نامه
بهنام صبوحی ۱۴ شهریور ۱۳۴۸ در تهران متولد شد. او موسیقی را از سن ۱۳ سالگی با فراگیری ساز پیانو آغاز کرد. اولین استاد او در پیانو «شاپور باستان» بوده‌است. وی از سن ۱۸ سالگی به مربیگری، آهنگسازی و نوازندگی در گروه‌های سرود کودک و نوجوان روی آورد. از استادان او در زمینه آهنگسازی می‌توان به کریم گوگردچی، کامبیز روشن‌روان و فرهاد فخرالدینی اشاره کرد.
از سال ۱۳۷۰، هم‌زمان با آغاز پخش تبلیغات تلویزیونی پس از انقلاب ۱۳۵۷، بهنام صبوحی ساخت موسیقی برای تبلیغات و آگهی‌های تلویزیونی را آغاز کرد. او با ساخت بیش از ۱۲۰۰ موسیقی تبلیغات تلویزیونی به عنوان یکی از اولین و پرکارترین آهنگسازان تبلیغاتی محسوب می‌شود.
آثار با کلام بهنام صبوحی با خوانندگانی همچون: محمد اصفهانی، علیرضا افتخاری، غلام کویتی پور، علیرضا شهاب، علی تفرشی، محمد رضا ابراهیمی و … ضبط و اجرا شده‌اند.
علاوه بر آهنگسازی، از بهنام صبوحی تاکنون ۲۸ جلد کتاب شعر برای کودکان منتشر شده‌است.

## فعالیت‌های هنری
از جمله فعالیت‌های وی به موارد زیر می‌توان اشاره کرد:
عضویت در کانون آهنگسازان سینمای ایران، ساخت موسیقی فیلم و سریال، انتشار آلبوم موسیقی و کتاب شعر برای کودکان، اجرا و رهبری کنسرت «نوای عاشقی» غلام کویتی پور (۱۳۹۳)، داوری موسیقی جشن سینمای ایران

## آثار

### فیلم سینمایی
1. مینا و غنچه به کارگردانی جهان خادم المله و محمد حسین‌پور (۱۳۷۵)
2. بچه‌های نفت به کارگردانی ابراهیم فروزش (۱۳۷۸)
3. چتری برای کارگردان به کارگردانی پرویز شیخ طادی (۱۳۸۱)
4. زخم زیتون به کارگردانی محمدرضا آهنج (۱۳۸۳)
5. سکوت به کارگردانی محمدرضا آهنج (۱۳۸۵)
6. آهوی پیشونی سفید به کارگردانی سیدجواد هاشمی (۱۳۹۰)
7. لیلی به کارگردانی حامد خیری مطلق (۱۳۹۱)
8. عطر ولایت (انیمیشن) به کارگردانی مسعود صمدی (۱۳۹۱)[۸]
9. من و مامانم، من و بابام به کارگردانی بیژن شکرریز، مستند(۱۳۹۲)
10. آهوی پیشونی سفید ۲ به کارگردانی سیدجواد هاشمی (۱۳۹۶)
11. آهوی پیشونی سفید ۳ به کارگردانی سیدجواد هاشمی (۱۳۹۷)
12. تورنادو به کارگردانی سیدجواد هاشمی (۱۳۹۷)[۹]

### سریال تلویزیونی
1. قطعه‌ای از بهشت به کارگردانی ابراهیم کیهانی (۱۳۷۴)
2. پنجره‌های شادی به کارگردانی حسن پورشیرازی (۱۳۷۵)
3. بهترین سالهای زندگی به کارگردانی ابراهیم کیهانی (۱۳۷۶)
4. ترور به کارگردانی حسین حکمت‌جو (۱۳۷۶)
5. دینگالیگا و عروسک آرزوها به کارگردانی مسعود مزرعتی (۱۳۷۷)
6. شرکت به کارگردانی عبدالله باکیده (۱۳۷۷)
7. ب مثل بهار به کارگردانی مسعود شاه محمدی (۱۳۷۷)
8. پلیس آسمانی به کارگردانی فرشته صدرعرفایی (۱۳۸۰)
9. راه در رو به کارگردانی سعید آقاخانی (۱۳۹۰)
10. زیبا شهر به کارگردانی علی اصغر شادِروان (۱۳۹۶)[۱۰]
11. خروس به کارگردانی سعید آقاخانی (۱۳۹۲)
12. کارا و کوشا (کار گروهی آهنگسازان) به کارگردانی هومن رمضانی (۱۳۹۲)[۱۱]
13. بازگشت (مشترک با احمد مهدی) به کارگردانی حسین عامری (۱۳۹۵)[۱۲]
14. فینگیلیا به کارگردانی کاوه کنعانی، انیمیشن (۱۳۹۶)

### فیلم تلویزیونی
1. بوی سیب کال به کارگردانی بهروز حامد صابری (۱۳۷۴)
2. یک خانه یک ماجرا به کارگردانی سعید عبداللهی مقدم (۱۳۷۴)
3. اعتراف به کارگردانی مجید فهیم‌خواه (۱۳۷۵)
4. ساز و عشق و ضریح به کارگردانی سید مهدی برقعی (۱۳۷۵)
5. بوی بهشت به کارگردانی سید مهدی برقعی (۱۳۷۷)
6. راز گل سرخ به کارگردانی سید مهدی برقعی (۱۳۷۷)
7. سؤال به کارگردانی عباس سجادی (۱۳۷۸)
8. چرا صبحانه می‌خوریم به کارگردانی «عباس سجادی» (۱۳۷۸)
9. پرواز به کارگردانی مهرداد خوشبخت (۱۳۸۰)
10. تابستونه به کارگردانی ایرج کرمی (۱۳۸۲)
11. نذر به کارگردانی مهرداد خوشبخت (۱۳۸۳)
12. رفیق فابریک به کارگردانی علیرضا نجف‌زاده (۱۳۸۹)[۱۳]

### فیلم مستند
1. درویش فلزات به کارگردانی محمود یارمحمدلو (۱۳۸۱)[۱۴]
2. چشمان بیدار به کارگردانی ابراهیم فروزش (۱۳۸۳)[۱۵]

### آلبوم موسیقی
- آلبوم «خطبه خوان رستاخیز» (مشترک با پیروز ارجمند تاج الدینی) به خوانندگی «علیرضا وکیلی منش»، «امیرحسین مدرس» و «محمد رضا ابراهیمی» (۱۳۹۴)
- آلبوم «نسیما» (تنظیم کننده) آهنگساز فضل‌الله توکل با صدای علیرضا افتخاری
- آلبوم «خاطرات جوانی» (تنظیم کننده) آهنگساز فضل‌الله توکل با صدای علیرضا افتخاری[۱۶]
- آلبوم «شکوه عشق» (مشترک با فریدون خشنود) با صدای علیرضا افتخاری[۱۷]
- آلبوم «پیشونی سفید ۱» (۱۳۹۷)[۱۸]
- آلبوم «پیشونی سفید ۲» (۱۳۹۷)[۱۹]
- تک‌آهنگ «حریم» به خوانندگی غلام کویتی پور (۱۳۹۵)[۲۰]
- تک آهنگ «پنجره‌ها» از آلبوم «فاصله» به خوانندگی «محمد اصفهانی»